# شول (مهر)
 شول  نام روستایی کوچک از توابع بخش مرکزی شهرستان مهر در شهرستان مهر در جنوب استان فارس و در جنوب ایران واقع شده‌است. کشاورزی و دامداری از جمله شغل اکثر مردم اهالی این روساست. 

## منبع
1. «: کمیته تخصصی نام نگاری و یکسان سازی نام های جغرافیایی ایران :». بایگانی‌شده از اصلی در ۲۹ اوت ۲۰۱۱. دریافت‌شده در ۱۹ ژوئیه ۲۰۱۱.

- بخشایش، محمد نور ، (دیوان محیا) ، ناشر: شرکت انتشارات جهان معاصر، تهران: چاپ اول، ۱۳۷۳ خورشیدی.

شولستان